# 水墩镇
水墩镇，是中华人民共和国广东省河源市紫金县下辖的一个乡镇级行政单位。

## 行政区划
水墩镇下辖以下地区：
璜坑村、水墩村、群丰村、秋溪村、段布村、雅布村、黎坑村、黄且村、陂湖村和水口村。